# フリーダイヤル

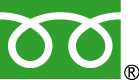
「フリーダイヤル」ロゴの一つ。他にループの中間に「12」を入れた「0120」を図案化したものもある。

フリーダイヤル（英字表記：Free Dial）は、特定の電話番号にかけることにより、通話料を着信側が全て負担（着課金）する、日本のNTTドコモビジネスが提供する電話の付加サービス。
「フリーダイヤル」は、同社の登録商標（日本第2200253号、1989年登録ほか）で、日本独自の表現である。英語ではtoll-free number（トールフリーナンバー）、Freephone（フリーフォン）、Freecall（フリーコール）、800 number（1-800 number）などと呼ばれる。この項目では、日本の各社とアメリカの同様のサービスについても記述する。

## 概要
日本においては、1985年12月3日に日本電信電話（NTT）によって開始され、1999年7月1日にNTTコミュニケーションズ（現・NTTドコモビジネス）がサービスを引き継いでいる。
サービス開始当初は、「0120」で始まる10桁の電話番号が割り当てられた。その後、番号の使用率が高まったことから、諸外国でも採用の多い「0800」で始まる11桁の電話番号が1999年7月に追加で割り当てられた。
後に、他社（いわゆる新電電）も同様のサービスを開始している。当初は事業者識別番号である「0070」「0077」「0088」などで始まる番号を使用しており、先行したフリーダイヤルで知名度の高い「0120」で始まる番号が他社に割り振られて使われ始めたのは後年のことである。ここでは、これらの各社のサービスを総称して「フリーダイヤル等」または「着信課金」と表記する。

### 他社の同様のサービス
- ICSジャパン - フリーライン（携帯電話からの着信料金が2020年3月8日時点で国内最安値：15.9円/分）
- KDDI - フリーコールDX、フリーコールS（「0077」から始まる番号については、フリーコールDXのみ受付していたが、新規受付を終了している）
  - （終了）フリーフォン（旧・日本高速通信（TWJ）由来の「0070」で始まる番号。出資の経緯からトヨタ自動車を始めとするトヨタ系の会社で多用されているが、「0070」番号の使用期限切れに伴い、2010年3月末にサービスが終了した[3]。終了後は「0120」や「0800」番号に移行されているものと見られる。例：トヨタ自動車のお客様相談センター・0070-800-778899→0800-700-7700）
- ソフトバンク - フリーコールスーパー（ただし、「0088」から始まる番号については、新規受付を終了しており、現在は、0120・0800の番号のみ受付している）
- ソフトバンクモバイル（着信課金の番号自体は割り当てられているものの、詳細については情報が得られないため記載しない）
- NTT東日本・西日本 - フリーアクセス（発信地域を着信地と同一の都道府県内に限定）、フリーアクセス・ひかりワイド（ひかり電話契約者用、日本全国から発信可能）
- （終了）NTTドコモ - フリーナンバー
  - NTTドコモの携帯電話（mova=PDC回線に限る）に対する着信課金サービス。NTTドコモの携帯電話とNTT東西の一般電話からの発信に限定され、NTTドコモの携帯電話では0120-90xxxxを直接ダイヤルするが、一般電話からは090-310-143へダイヤルしてからガイダンスに従って、0120-90xxxxをダイヤルする方法を取る。一般的に広く知られるサービスではないため、本項では記載しない。2009年3月31日17時30分をもって新規申し込みが終了し、2012年3月31日をもってサービスを終了した[4]。
- 楽天コミュニケーションズ - フリーボイス、フリーボイス シンプル、フリーボイス ライト
- 平成電電（ソフトバンクテレコムに事業譲渡） - フリーチョッカ
- メディア - フリーナンバー（公式サイト上に商品説明がなく、詳細情報が得られない）[注釈 2]
- UCOM - フリーボイス（公式サイト上に商品説明がなく、詳細情報が得られないため、本項では番号帯のみ表示し、その他は割愛）
- PRESIDE [要出典] - クラウドフリーコール（公式サイト上に商品説明がなく、詳細情報が得られない）

## 用途と注意点
企業などの、問い合わせ・注文申し込み・苦情受付などの窓口の一般消費者向け公開番号として広告されることが多い。小は一般商店から、ホテルなどの宿泊施設、大は全国規模の大手通信販売業、製造業まで幅広い規模で使われている。また、番号非公開の用途としては、社外で業務を行う営業担当社員の出先から事務所への連絡用・個人の特定相手からの着信用として発信元制限のあるものを設置していることもある。
着信課金の契約に当たっては、通常の電話番号の電話回線が必須であり、契約後もその電話番号（有料番号、下番などと呼ばれる）が同じ回線で併用できる。従って、着信課金番号が存在するなら、有料番号も存在する。よって、着信課金を契約する際に、もし携帯電話等からの着信を許可しないのであれば、着信課金番号を表示する際に有料番号も併記した方が、利用者（発信する側）の利便性が向上する（実際には、携帯電話等からの着信を許可していないにもかかわらず、着信課金番号のみが表記されており、有料番号の併記がない例が各所に見られる）。デジタルホン・デジタルツーカーグループ→J-フォン→ボーダフォン日本法人が携帯電話から掛けられない番号へ有料で接続するサービスをスーパーフリーク社との提携により実施しており、#xxxx特番経由で一部の例外を除いて接続可能であったが、ソフトバンクとなった現在も利用可能かどうかは定かではない。かつてのPHS事業者である、アステルグループにおいても、地域によって同様のサービスを行っていた。
着信課金の回線で、営業時間外に留守番電話を設定すると、悪意のあるイタズラに対しても留守番電話が応答した時点で着信課金の契約者側に料金が課金される。これを回避するため、接続せずに交換機側でガイダンスを流す時間外着信案内のオプションが用意されている。
料金負担については、規模の大小もあるために一概に言えないが、一例として、日本テレビで2007年5月22日に放送されたテレビ番組『週刊オリラジ経済白書』によると、大手通信販売業の「ジャパネットたかた」の場合、年間約2億5000万円とのことである。但し、着信回線が各社の提供する直収電話回線（NTT東西のひかり電話ビジネスタイプやKDDIの光ダイレクト等）であった場合、安価な通話料で電話を受けることが出来る。

### 悪用
悪質な電話勧誘販売への対策として、ナンバー・ディスプレイによる相手側番号の識別や非通知通話を受けない電話機設定などが一般化するに伴い、着信時にフリーダイヤルの電話番号を表示させるように電話勧誘販売業者が「フリーダイヤル番号通知サービス」を利用するケースがある。電話番号を通知しているので非通知設定は働かず、ナンバー・ディスプレイにフリーダイヤルの電話番号が表示されているため「何だろう?」と思い電話を受けてしまいがちなのである。この手のフリーダイヤル番号は機械的に着信できない様にしたり（常にビジー音）、すべての端末を着信できない契約にして折り返し電話ができず、勧誘してきた業者に連絡できないことが多い。
また、電話機によっては公衆電話からの着信を拒否する設定にしている場合、公衆電話から電話番号の入力を行うことにより公衆電話着信拒否を回避できるものがあり、この種の電話機に対して手近な場所に書いてあったフリーダイヤル番号を適当に打ち込むなどの迷惑電話に利用されるケースもある。

### かけられない電話回線
次の電話回線からフリーダイヤルにかけることはできない。
- 050番号のIP電話（ブラステル・OCNを除く）
- 日本国外からの国際電話（ただし、ブラステルFLIP（ブラステル）、050plus（NTTコミュニケーションズ） など日本のサーバに接続されている電話を除く）
- 10円硬貨専用ピンク電話・赤電話

## 日本の電話番号
NTTドコモビジネス（旧・NTTコミュニケーションズ）が提供するフリーダイヤルの番号は0120の次が9以外の数字である（ただし、0120-950xxxは、フリーダイヤル・インテリジェントサービス等の特殊用途専用として割り当てられるフリーダイヤル番号）。フリーダイヤルでは、解約後一定期間を過ぎた番号が再利用される場合がある。他社のサービスでは、電話会社の識別番号（0070・0077・0088等）で始まる長いものか、0120-9xx-yyy・0800-xxx-yyyyで、xの部分が事業者ごとに定められている。
- NTTドコモビジネス・フリーダイヤル
  - 下記0120-9xxxxxを除く0120で始まる番号および、0120-950xxx（950は特殊用途専用となる）
  - 0800-000・333 - 399・555 - 603・641 - 699・924 - 999
- KDDI・フリーコールDX・S
  - 0120-907・911・914・921 - 926・929・933・944・959・977・983 - 985・988・993 - 996
  - 0800-080・123・300・500・700・777
- ソフトバンク・フリーコールスーパー（旧・フリーチョッカの番号帯を含む）
  - 0120-901・912・917・919・934 - 938・941・945・948・951 - 953・956 - 958・964・965・974・975・981・982・989・990 - 992・997 - 999
  - 0800-100・111・170・222・888・919
- NTT東日本・フリーアクセス、フリーアクセス・ひかりワイド
  - 0120-900・910・913・915・916・918・940・954・970 - 973・978・980
  - 0800-800・880
- NTT西日本・フリーアクセス、フリーアクセス・ひかりワイド
  - 0120-920・927・928・930 - 932・939・946・947・960・967 - 969・976
  - 0800-200・550
- 楽天コミュニケーションズ・フリーボイス
  - 0120-949・961 - 963・979・987
  - 0800-600 - 603・805 - 838
    - フリーボイスライトでは、0800-600番号のみで、希望番号は取れない。
- UCOM・フリーボイス
  - 0120-955・966
  - 0800-400・900
- QTNet
  - 0120-986
  - 0800-120

また、取得済みの0120・0800番号は、他社への切り替え（番号ポータビリティ）が一部を除き可能となっている。
このため、0120の次が9以外の数字である電話番号で、「フリーダイヤル」という単語や二重リボンマークが使われていない場合は、NTTドコモビジネスから番号ポータビリティで他社へ切り替えられた番号であると判断できる（NTTドコモビジネスは自社の「フリーダイヤル」契約者にしか二重リボンマークの使用を許諾していないため。他社の場合には「FC」（KDDI）や受話器（ソフトバンク）を図案化した「フリーコールマーク」が使われる場合がある）。
フリーダイヤル等については、長い間NTT東西の一般電話（ISDN含む）や公衆電話からの通話に限られ、携帯電話やPHSからの通話は不可能であったが、最近では、契約者（着信側）の選択により、携帯電話やPHSからでも通話可能な番号が多くなっている（テレビショッピングなど通信販売の注文受付が多い）。ただし、10円硬貨専用のピンク電話、赤電話からは発信できない。同様に、NTT以外の他社直収電話、IP電話（ひかり電話など）、CATV電話からも、着信課金番号にはかけられない場合が多かったが、現在は通話可能なケースが増えてきている。着信側の希望により、発信可能な地域を制限（一般電話の場合は市外局番の頭2 - 3桁、携帯の場合は都道府県単位など）したり、全国共通番号として、発信地域によって着信先を振り分けたりすることもできる。
各社のダイヤルイン・KDDIのフリーコールDXでは、逆に、契約者側から発信する場合、通話先の電話機の番号表示に、「0120xxxxxx」の番号を表示させる機能も、オプションで用意されている。
2007年2月時点で、発信側の会社を問わず着信可能な契約ができるサービスは、NTTコミュニケーションズ（現・NTTドコモビジネス）の「フリーダイヤル」のみである。
- 発着可能にできる組み合わせ
  - ○：可能
  - △：0120・0800で始まる番号は可能
  - ×：不可能

| 着信先→ ↓発信元                       | フリーダイヤル | フリーコール | フリーコール | フリーアクセス      | フリーボイス （楽天） |
| 着信先→ ↓発信元                       | フリーダイヤル | DX・S        | スーパー     | フリーアクセス      | フリーボイス （楽天） |
| ------------------------------------- | -------------- | ------------ | ------------ | ------------------- | --------------------- |
| NTT東西一般                           | ○              | ○            | ○            | ○                   | ○                     |
| 携帯電話・PHS                         | ○              | ○            | ○            | ○                   | ○                     |
| ひかり電話                            | ○              | △            | △            | ○                   | △                     |
| メタルプラス                          | ○              | ○            | ○            | ○                   | △                     |
| ケーブルプラス電話 J:COM PHONE プラス | ○              | ○            | ○            | ○                   | △                     |
| おとくライン                          | ○              | ○            | ○            | ○                   | ○                     |
| J:COM PHONE J:COM PHONE -i            | ○              | ×            | ×            | 地域CATV 各社による | ×                     |

## アメリカ合衆国の類似サービス
アメリカ合衆国では、電話番号が"1-800"、"1-888"、"1-877"および"1-866"で始まる番号が着信課金サービスの番号である。英語では“トールフリー”（toll-free）とも呼ばれる。1桁目の"1"はアメリカの市外通話識別番号（日本を含めた他国では「0」だが、アメリカでは「0」がオペレータ扱い（日本で言うところの100番通話）の番号）であり、実際に着信課金サービスの番号に電話をかける際には、アメリカ国内からかける場合でも"1"を省略しないのが通例。というのは、宣伝で"1"をつけて案内するからである（800-XXX-XXXXと案内するよりも、"1-800-XXX-XXXX"と紹介したほうが、市外局番800の地域などと誤解されず、通話料無料の番号であると認識してもらいやすいというねらい）。
アメリカでは、1-800-GO-APPLEというように、電話番号をアルファベットを用いて表記することがある（日本では、大リーグのテレビ中継で、球場のフェンスに掲示された広告で見られる場合がある）。アメリカの電話機には、ダイヤルボタンに数字とアルファベットが併記されているためである（日本の携帯電話のダイヤルボタン部にも、これとよく似たものが多い）。各アルファベットに対応する数字は以下のとおり。
- 2：ABC
- 3：DEF
- 4：GHI
- 5：JKL
- 6：MNO
- 7：PQRS
- 8：TUV
- 9：WXYZ

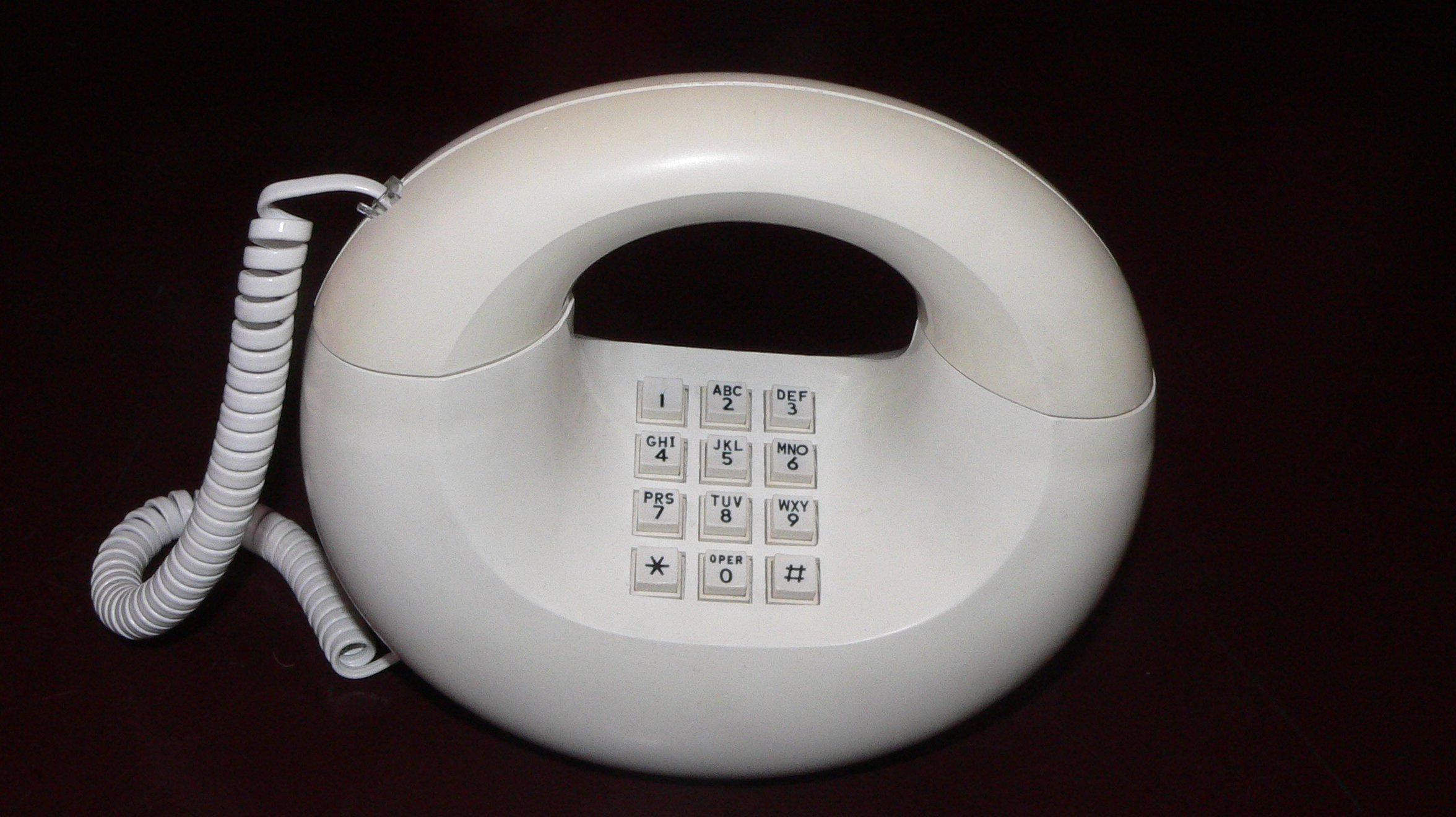
アメリカの電話機（ダイヤルボタンにアルファベットが併記されている）

  - 「Q」「Z」については、一部の電話機では割り当てられていなかったり、「0」にまとめて割り当てられている場合もある。

実際の発信される番号は各アルファベットに対応する数字である。例えば1-800-GO-APPLEの場合は、実際には1-800-46-27753にかけていることになる。英語では、日本語のように数字そのもので語呂合わせを作って記憶させやすくすることができないために、数字にアルファベットを振ることで語呂合わせを作っているのである。
日本では、新生銀行の米国内からの発信用の番号（着信課金番号だが、発信者にも通話料が発生する場合がある）が、+1-866-SHINSEIと案内されているが、+1-866-7446734の「7446734」を上記の方法でSHINSEIとしたものである。全国銀行協会発行の「キャッシュカードや通帳との盗難・紛失時のご連絡先」の冊子でも、2007年度版までは+1-866-SHINSEIとしてきたが、平成20年度版では、+1-866-744-6734の表記にされている。2012年2月時点での新生銀行のウェブサイトでは、「1-866-744-6734（SHINSEI=7446734）」または、「1-866-SHINSEI」と表記されている。
同様に、日本国内のナビダイヤルでは、かつてハローノキア（ノキア・ジャパンの問い合わせダイヤル）で、「0570-0-NOKIA」と表記することがあった（実際の番号そのものは、0570-066542だった、サービスは終了している）。
その他各国の類似サービスについては、着信課金電話番号を参照のこと。

## 日本における広告宣伝
1987年に、日本のフリーダイヤルの宣伝として、岸田今日子のナレーションで猫が鉄棒（平行棒）・犬が木登りをするテレビコマーシャルが放送されていた。

## フリーダイヤルマークのUnicodeへの採用
フリーダイヤルマークは携帯電話の絵文字として通信会社ごとの絵文字に含まれていたため、Unicodeにも提案されたが、ロゴということで紆余曲折があった。最終的に、2010年10月にくるりループ（ループ線）二つの記号「DOUBLE CURLY LOOP」としてUnicode 6.0.0で採用され、iPhoneなどでは、フリーダイヤルのマークとして表示される。一方で携帯電話の絵文字としてあるこの絵文字は、長音記号として使用されることもある。
| 記号 | Unicode | JIS X 0213 | 文字参照          | 名称              |
| ---- | ------- | ---------- | ----------------- | ----------------- |
| ➿   | U+27BF  | -          | &#x27BF; &#10175; | DOUBLE CURLY LOOP |